# Галилео (навигационна система)
Вижте пояснителната страница за други значения на Галилео.
„Галилео“ (Galileo) е европейски проект на спътникова система за навигация, замислен като алтернатива на GPS и ГЛОНАСС, контролирани съответно от САЩ и от Русия.
Проектът стартира през 2003 г. като съвместно начинание на Европейския съюз и Европейската космическа агенция. Освен страните участнички от Европейския съюз в проекта имат участие също Китай, Израел, Мароко, Саудитска Арабия, Южна Корея. Преговори се водят с представители на Аржентина, Австралия, Бразилия, Чили, Индия, Малайзия, Русия и Украйна. Очаква се системата да бъде напълно функционираща към 2020 г.
„Галилео“ се очаква да предостави:
- По-голяма точност за всички потребители в сравнение с настоящите системи.
- Подобрено покритие над 75 градуса северна географска ширина.
- Система за позициониране, на която може да се разчита дори и по време на война.

Постепенното разполагане на спътниците на „Галилео“ в земна орбита, на височина 23 600 km, първоначално се планира да направи достъпни спътникови навигационни услуги от 2014 година, но окончателната реализация се забавя с две години и едва в края на 2016 се състои официалният старт на системата в ограничен режим с 18 сателита. Още спътници са изстреляни през следващите две години, а крайният им брой ще достигне 30 към 2020 г.

## История
Европейският съюз и Европейската космическа агенция се споразумяват за първата фаза на проекта на 26 май 2003 г. През 1999 г. група инженери от Франция, Германия и Великобритания разглеждат и сравняват различните предложени концепции, оставяйки само една.
В следващите етапи на проекта Европейската комисия има известни проблеми с финансирането на системата. Поради икономически трудности и занижени национални бюджети европейските държави имат резерви по отношение на осигуряването на средствата. В допълнение на тези затруднения след терористичната атака на 11 септември 2001 г. правителството на Съединените щати изпраща нота до Европейския съюз в опозиция на проекта, основавайки се на факта, че САЩ ще загуби възможност да изключи системата в случай на конфликт. На 17 януари 2002 г. говорител на проекта заявява, че „Галилео е почти мъртъв“ поради натиск от страна на САЩ.
Няколко месеца по-късно обаче ситуацията се променя драматично. Отчасти поради натиска, наложен от правителството на САЩ, Европейският съюз решава, че е важно да създаде своя собствена, независима сателитна система за позициониране. Всички членове на европейския съюз застават в подкрепа на „Галилео“ през 2002 г. и като резултат са отделени прекалено много средства за проекта. Това поставя напълно нови проблеми пред Европейската космическа агенция, която трябва да намери начин да убеди страните членки да намалят финансирането. Споразумение е постигнато по отношение на финансирането на проекта през март 2002 г. Необходимата сума за началния период до края на 2005 г., е оценена на 1,1 милиарда евро. Спътниците (30 на брой) се планира да бъдат изстреляни през периода 2006 – 2020 г., а системата започва да работи под цивилен контрол през 2010 г. Крайната цена в началото се очаква да бъде 3 милиарда евро, включително инфраструктурата изградена на Земята между 2006 и 2007 г. Поне две трети от разходите ще се покрият от частни инвеститори, а останалата част ще бъде разделена между Европейската космическа агенция и Европейския съюз. Криптиран сигнал с по-голяма честотна лента и подобрена точност ще бъде предоставен срещу заплащане, а свободният сигнал ще е безплатен за всеки притежател на съвместимо с „Галилео“ приемно устройство.
През юни 2004 г. Европейският съюз се съгласява да превключи на т. нар. „Двойно подсигурена носеща честота 1.1“ (Binary Offset Carrier 1.1), което предоставя възможност на европейските и северноамериканските военни едновременно взаимно да блокират сигналите си на бойното поле, без да изваждат от действие цялата система.
Първите два спътника на глобалната навигационна спътникова система на ЕС са изстреляни на 21 октомври 2011 г. от космодрума на ЕКА във Френска Гвиана. Те носят имената на спечелилите организирания от Европейската комисия конкурс на тема Космос или аеронавтика деца от Белгия (Тейс) и България (Наталия). Конкурсът ще се проведе и в останалите 25 държави членки, за да се дадат имена на всички спътници от системата.
През август 2014 г. са изстреляни още 2 спътника, с което общият им брой достига 6. Те са първите от нова серия, изцяло собственост на ЕС.
На 15 декември 2016 г. навигационната система „Галилео“ официално е въведена в експлоатация от Европейската комисия и става достъпна за ползвателите в режим на „начална експлоатационна производителност“ (на английски: Initial Operational Capability). Към момента на въвеждане на системата на орбита се намират 18 спътника, от тях: 11 – действащи, 4 – въвеждат се в експлоатация, 2 – работят в тестов (изпитателен) режим и 1 – не функционира. В началния етап системата няма да може самостоятелно да осигури денонощно глобално покритие, затова ще се компенсира с данни от спътниците на системата GPS.

## Международно участие
През септември 2003 г. Китай се присъединява към проекта с планове да инвестира в „Галилео“ 230 милиона евро през следващите няколко години. През 2006 г. обаче Китай решава да напусне „Галилео“ и да се концентрира върху собствена сателитна навигационна система Бейдоу (Beidou, на английски: BeiDou Navigation Satellite System.
Израел също сключва споразумение за партньорство през юли 2004 г.
На 3 юли 2005 г. ЕС и Украйна подписват споразумение за включване в проекта.
На 7 септември Индия се включва към проекта и обявява, че ще установи регионална система за усилване, базирана на EGNOS (European geostationary navigation overlay system).
През ноември 2005 се присъединяват Мароко и Саудитска Арабия.
Южна Корея се включва на 12 януари 2006 г.
Швейцария се присъединява през декември 2013 г.

## Политически отзвук
Въпреки че е впечатляващо технологично постижение с голямо практическо приложение, „Галилео“ ще бъде също така и политически израз на европейската независимост от САЩ и нейната система GPS. Силен стимул за изграждането на независима система, въпреки разпространеното използване на GPS за цивилни цели е, че тя в основата си е военна система. Защитниците на „Галилео“ казват, че в приложения от вида на приземяване на самолети не може да се разчита единствено на GPS.

## Описание

### Спътници
- 30 спътника
- височина на орбитата 23 222 km
- 3 орбитални равнини, 56° инклинация (9 спътника в експлоатация и един активен запасен на всяка орбитална равнина)
- планиран операционен живот спътник от системата: > 12 години
- маса на спътник: 675 kg
- размер на спътник: 2,7 m х 1,2 m х 1,1 m
- размах на слънчевите панели: 18,7 m
- мощност на слънчевите панели: 1500 W (в края на живота)

### Услуги
„Галилео“ ще предостави четири различни навигационни услуги:
- Свободната услуга (СУ) ще бъде безплатна за всички потребители. Сигналите на СУ ще бъдат излъчвани в две честотни ленти, 1164 – 1214 MHz и 1563 – 1591 MHz. Приемниците ще достигат <4 m максимална хоризонтална точност и <8 m максимална вертикална точност, ако използват и двете честотни ленти на СУ. Приемниците, използващи само една лента, ще имат съответно <15 m хоризонтална и <35 m вертикална точност, което е сравнимо с предлагания от GPS цивилен сигнал. Очаква се повечето приемници в бъдеще да приемат едновременно сигнали от GPS и „Галилео“ за максимално покритие.

- Кодираната Комерсиална услуга (КУ) ще се предоставя срещу заплащане и ще има точност под 1 m. КУ също така ще бъде допълнена от предаватели, разположени на земята, което има потенциала да повиши точността до под 10 cm. Сигналът ще бъде излъчван в три честотни ленти: двете ленти от СУ и лентата 1260 – 1300 MHz.

- Кодираната Публична регулирана услуга и Safety of Life Service (SoL) ще предоставят точност, сравнима със СУ. Тяхната цел е устойчивост срещу заглушаване и надеждно разкриване на проблеми до 10 s след възникването им. Пазарът на тези услуги ще бъде ограничен до силовите власти (полиция, военни и т.н.), както и транспортни услуги, при които качеството на сигнала е от голямо значение (въздушен контрол, автоматично приземяване на самолети и т.н.)

В допълнение спътниците от системата „Галилео“ ще имат възможност да приемат и предават сигнали от системата за сигурност на водния транспорт, което ги прави важна част от глобалната морска система за бедствия и аварии.

## Тестови спътници
Европейската космическа агенция успешно изведе в орбита първия от двата тестови спътници GIOVE-A (GSTB-2A), на 28 декември 2005 г. Ракетата носител Союз бе изстреляна в 05:19 UTC от космодрума Байконур в Казахстан. Първият сигнал бе излъчен по план в 12:51 UTC, по което време спътникът бе в крайната си орбита на 13 222 km височина. GIOVE-A е елементарен излъчващ маяк.
Първите навигационни сигнали бяха приети в обсерваторията Chilbocton в Хемпшир, Великобритания и станцията на Европейската космическа агенция в Реду, Белгия на 12 януари 2006 г.
GIOVE-B, произведен от Astrium и Thales Alenia Space, има по-сложен полезен товар, включващ два атомни часовника на борда си: рубидиев атомен часовник, както и първият в света пасивен мазерен атомен часовник, подготвен за работа в открития космос. Изстрелването бе предвидено за 2006 г., но бе забавено поради различни технически проблеми, и се състоя на 27 април 2008 г. в 04:16 Байконурско време (22:16 UTC събота) на борда на Союз-ФГ / Фрегата ракета, предоставена от Starsem. Фрегата бе задействана на три пъти, за да постави спътника в орбита. GIOVE-B достигна своята зададена орбита в 02:00 UTC и успешно отвори своите слънчеви панели. Основната цел и за двата тестови спътника е да заделят честотите, предоставени от Международния телекомуникационен съюз.

## Сравнение с GPS
„Галилео“ е система, предназначена най-вече за цивилна употреба, за разлика от щатската GPS, която се поддържа от военните. САЩ запазва правото си да намали силата на сигнала или точността на системата, или да изключи напълно публичния достъп до нея в случай на конфликт. До 2000 г. точността на GPS бе умишлено намалена за цивилни нужди (процес, наричан избирателен достъп). Европейската система, която не може да бъде изключвана (въпреки че може да бъде заглушавана), ще предостави значително подобрение на сигнала спрямо GPS, осигурявайки пълна точност едновременно на цивилни и военни потребители.

## Предимства и недостатъци
| СПЪТНИКОВО ОРИЕНТИРАНЕ                                                                 | СПЪТНИКОВО ОРИЕНТИРАНЕ                                                                        | КЛАСИЧЕСКО ОРИЕНТИРАНЕ                                                                             | КЛАСИЧЕСКО ОРИЕНТИРАНЕ                                                                                               |
| предимства                                                                             | недостатъци                                                                                   | предимства                                                                                         | недостатъци |
| осъществява се за секунди                                                              | изисква скъпа апаратура                                                                       | необходими са само карта и компас                                                                  | за правилно ориентиране са необходими от 2 до 20, а понякога и повече минути                                         |
| точността може да бъде от порядъка на сантиметри                                       | апаратурата е енергозависима и може да аварира                                                | ориентирането не зависи от наличието на енергоносители                                             | точността е от порядъка на няколко десетки метра, при особено висока квалификация на ориентиращия – до няколко метра |
| не изисква специални знания и умения, апаратурата се настройва и ориентира автоматично | при отказ и/или грешка на апаратурата шансовете за успешно ориентиране са практически нищожни | ориентирането може да се осъществи винаги и навсякъде, когато, и където е способен да работи човек | необходимо е дълго и сложно обучение                                                                                 |